# MC Wolgast
Der MC Wolgast (offiziell: Motorsportclub Wolgast im ADMV e. V.) ist ein im Bereich des Motorsports aktiver Sportverein in der Stadt Wolgast im Nordosten von Mecklenburg-Vorpommern. Er entstand am 1. Dezember 1956 als Sektion Motorrennsport der BSG Motor Wolgast, der Betriebssportgemeinschaft der Wolgaster Peene-Werft. Am 12. April 1958 erfolgte die Ausgliederung als eigenständiger Verein.
Das erste vom Verein organisierte Motocross-Rennen fand 1957 anlässlich der 700-Jahr-Feier der Stadt Wolgast statt. Während der Zeit der Deutschen Demokratischen Republik (DDR) gewannen Sportler des Vereins im Automobilsport und im Motocross bei DDR-Meisterschaften neun Meistertitel und zwölf Vizemeistertitel in Einzel- und Mannschaftsdisziplinen. Der Verein, der mit rund 500 Mitgliedern zu den größten Motorsportclubs in der DDR zählte, war darüber hinaus bis 1990 auch in der Verkehrserziehung und der Fahrschulausbildung aktiv.
Der MC Wolgast hat gegenwärtig etwa 100 Mitglieder und veranstaltet jährlich auf der vom Verein betreuten Rennstrecke am Wolgaster Ziesaberg Motocross-Rennen mit internationaler Beteiligung, die mehrfach auch Teil von DDR- und Deutschen Meisterschaften waren. Darüber hinaus organisierte der Verein zwischen 1964 und 1994 am Dreilindengrund auf dem Peenestrom elf Läufe zu DDR- beziehungsweise Deutschen Meisterschaften im Motorbootsport.